# Sofia Helin
Sofia Margareta Götschenhjelm Helin (Hovsta, Örebro, Suècia, 25 d'abril de 1972) és una actriu sueca, coneguda per la nominació als Guldbagge pel seu paper a la pel·lícula ' Masjävlar, i pel seu paper de Saga Norén, una detectiu amb síndrome d'Asperger a la sèrie de televisió sueco-danesa Bron/Broen (suec: Bron; danès: Broen).

## Biografia
Sofia Helin va néixer a Hovsta, comtat d'Örebro. El seu pare era venedor i la seva mare infermera. Es va graduar amb una llicenciatura en filosofia de la Universitat de Lund. De 1994 a 1996, va anar a l'escola de teatre Carrer Flygares i el 2001 es va graduar a l'Acadèmia de Teatre d'Estocolm. Viu a Linghem, als afores de Linköping, i està casada amb Daniel Götschenhjelm, un sacerdot de l'Església de Suècia i antic actor a qui va conèixer a l'Acadèmia de teatre.

## Treballs destacats
Ha aparegut a diverses pel·lícules, entre elles Rånarna on va interpretar el paper de la inspectora en cap Klara. El 2004, va obtenir un altre paper principal interpretant a Mia a la pel·lícula Masjävlar. I fou gràcies a aquest paper que es va donar a conèixer. El 2007 també obté un paper protagonista com a Cecilia Algottsdotter de les adaptacions al cinema de les novel·les històriques de Jan Guillou sobre Arn Magnusson i que a Catalunya va editar La Campana amb els títols de Trilogia de les Croades: El camí de Jerusalem, El cavaller del Temple i El retorn a casa.
Des del 2012 s'ha donat a conèixer fora de Suècia gràcies a un dels papers protagonistes a Bron/Broen, sèrie de televisió sueco-danesa en la que interpreta a la detectiu d'homicidis de Malmö, Saga Norén.

## Filmografia
- 1996–1997. Rederiet (sèrie de televisió)
- 1996. Anna Holt (sèrie de televisió)
- 1997. Aspiranterna (sèrie de televisió)
- 1998. OP7 (sèrie de televisió)
- 2002. Tusenbröder (sèrie de televisió)
- 2002. Beck – Sista vittnet (film)
- 2003-2004. Rånarna (film)
- 2003. Tusenbröder (sèrie de televisió)
- 2003. Älskade du
- 2004. Masjävlar (film)
- 2004. Fyra nyanser av brunt (film)
- 2004. Masjävlar (film)
- 2005. Blodsbröder (film)
- 2005. Pappas lilla tjockis
- 2006. Sökarna – Återkomsten (film)
- 2007. Nina Frisk (film)
- 2007. Arn – Tempelriddaren (film)
- 2007. Leende guldbruna ögon (sèrie de televisió)
- 2008. Arn – Riket vid vägens slut (film)
- 2008. Goda råd (film)
- 2008. Balladen om Marie Nord och hennes klienter
- 2009. Metropia (film d'animació)
- 2011. Åsa-Nisse – wälkom to Knohult (film)
- 2011. Svaleskär (sèrie de televisió)
- 2011-2018. Bron/Broen (sèrie de televisió)
- 2013. Gåtan Ragnarök (film)
- 2015. Fang Rung (film)[7]
- 2017. Berlin – under samma himmel
- 2017. Die göttliche Ordnung
- 2017. Der gleiche Himmel (sèrie de televisió)[8]
- 2017. 30 liv i veckan (sèrie de televisió)
- 2017. That Good Night (film)
- 2017. The Snowman (film)
- 2020. Mystery Road - temporada 2 (sèrie de televisió)[9]
- 2020. Atlantic Crossing - (sèrie de televisió)
- 2021. Exit (sèrie de televisió)
- 2021. Utvandrarna (film)
- 2022. Lust (sèrie de televisió)
- 2023. Limbo (sèrie de televisió)
- 2023. Sanningen (sèrie de televisió)
- 2023. Alex Rider - temporada 3 (sèrie de televisió)